# República Checa en el Festival de la Canción de Eurovisión 2018
La República Checa participará en el Festival de la Canción de Eurovisión 2018. Estará representada por Mikolas Josef y su canción Lie To Me, seleccionados a través de la selección en línea Eurovision Song CZ.

## Eurovision Song CZ
El 26 de septiembre de 2017, la ČT confirmó la participación de la República Checa en Eurovisión. Poco después, anunciaron que su método de selección sería una selección nacional.

### Formato
Seis candidatos, anunciados el 8 de enero de 2018, tomarán parte en esta selección.
El vencedor se decidió por una combinación de un jurado internacional y el público checo, teniendo cada parte la mitad de la deicisión. El público pudo votar del 8 al 22 de enero de 2018 a través de la aplicación oficial de Eurovisión, y el 23 de enero de 2018 se publicaron los votos del jurado. Tanto el jurado como el televoto le dan 8 puntos a su canción favorita, 6 a la segunda, y de 4 a 1 a las cuatro restantes. El vencedor se anunció el 29 de enero de 2018.

### Jurado
El jurado de la selección constó de diez exparticipantes de Eurovisión

### Resultados
| Artista       | Canción            | Jurado | Televoto | Total | Posición |
| ------------- | ------------------ | ------ | -------- | ----- | -------- |
| Debbi         | High on Love       | 6      | 3        | 9     | 2        |
| Doctor Victor | Stand Up           | 3      | 1        | 4     | 5        |
| Eddie Stoilow | We Rule This World | 2      | 2        | 4     | 5        |
| Eva Burešová  | Fly                | 2      | 6        | 8     | 3        |
| Mikolas Josef | Lie to Me          | 8      | 8        | 16    | 1        |
| Pavel Callta  | Never Forget       | 4      | 4        | 8     | 3        |

## En Eurovisión
El Festival de la Canción de Eurovisión 2018 tendrá lugar en el Altice Arena de Lisboa, Portugal y consistirá en dos semifinales el 8 y 10 de mayo y la final el 12 de mayo de 2018. De acuerdo con las reglas de Eurovisión, todas las naciones con excepción del país anfitrión y los "5 grandes" (Big Five) deben clasificarse en una de las dos semifinales para competir en la Gran Final; los diez mejores países de cada semifinal avanzan a esta final. La República Checa estará en la semifinal 1, actuando en el puesto 5.